# Iguanacolossus
Iguanacolossus ("leguání kolos") je rodem dávno vyhynulého ornitopodního dinosaura ze skupiny Iguanodontia, který žil v období spodní křídy (věk barrem, asi před 130 až 125 miliony let). Fosilní pozůstatky tohoto dinosaura byly objeveny na území státu Utah v USA.

## popis
Šlo o vývojově primitivního zástupce skupiny, který dosahoval poměrně značných rozměrů (délka kolem 9 metrů a hmotnost zhruba 5000 kilogramů); odtud i jeho název. Býložravý dinosaurus byl popsán na základě částečně dochované kostry jednoho jedince (UMNH VP 20205) spolu s dalším ornitopodem rodu Hippodraco. Popsán byl v listopadu roku 2010 týmem amerických paleontologů ze sedimentů geologického souvrství Cedar Mountain. Je znám pouze jeden druh tohoto rodu, I. fortis (latinské druhové jméno znamená "silný, mocný").